# Hans Leibundgut

Hans Leibundgut (1968)

Hans Leibundgut (* 28. Juni 1909 in Neuravensburg; † 26. März 1993 in Uitikon) war ein Schweizer Forstwissenschaftler und Professor an der ETH Zürich. Er gilt als entschiedener Vertreter des naturnahen Waldbaues und war einer der Pioniere der Urwaldforschung.

## Leben
Hans Leibundgut war Sohn eines Käsers. Er studierte von 1928 bis 1932 Forstwissenschaften an der ETH Zürich. Danach absolvierte er eine anderthalbjährige Praxis in Couvet sowie in Leuk im Lötschental. Dort wäre er, wie er später einmal bemerkte, gerne Walliser Forstmeister geworden, habe eine Stelle aber deshalb nicht bekommen, weil er reformierten Glaubens war, im Wallis also der «falschen» Konfession angehört hätte.
Von 1934 bis 1937 war er wissenschaftlicher Assistent an der Forstschule der ETH bei den Professoren Walter Schädelin, Hermann Knuchel und Henri Badoux. Mit einer Dissertation über die Wald- und Wirtschaftsverhältnisse im Lötschental wurde er 1938 an der ETH bei Hermann Knuchel promoviert.
1937 wechselte er als Oberförster nach Büren an der Aare, wo er die forstliche Praxis kennenlernte. 1940 wurde Leibundgut Nachfolger von Walter Schädelin als Ordinarius für Waldbau an der ETH Zürich, wo er 1979 emeritiert wurde.

## Leistungen
Leibundgut vertrat einen naturwissenschaftlich begründeten naturnahen Waldbau und hat diesem in der Schweiz und darüber hinaus wesentliche Impulse gegeben. Für ihn war der Wald eine Lebensgemeinschaft. Deshalb hat er die Auffassung vertreten, dass alle waldbaulichen Maßnahmen von ökologischen Gegebenheiten abzuleiten seien, wobei die natürlichen Entwicklungsphasen bei der Bestandespflege zu berücksichtigen seien. Ausgehend von seinem ganzheitlichen Ansatz forderte Leibundgut die Weiterentwicklung der Bestandespflege zur Waldpflege. In seiner Zeit sind ökologische, pflanzensoziologische und bestandesdynamische Grundlagen bei waldbaulichen Fragestellungen zur Selbstverständlichkeit geworden. Für Leibundgut war der naturnahe Waldbau auch ökonomisch begründet. Aufgrund der langen forstlichen Produktionszeiträume sollen unnötige Investitionen vermieden, die natürlich und damit kostenlos ablaufenden Prozesse im Wald möglichst ausgenutzt werden.
Bei der Entwicklung seiner forstwissenschaftlichen Vorstellungen arbeitete er in Zürich eng mit verwandten Disziplinen und deren Vertretern zusammen, so mit dem Mykologen und Phytopathologen Ernst Gäumann, dem Entomologen Otto Schneider-Orelli, den Vegetationsökologen Walo Koch und Heinz Ellenberg sowie dem Bodenkundler Hans Pallmann.
Ein besonderes Anliegen Leibundguts war die Urwaldforschung, zu deren Pionieren er gehörte. So hat er in der Schweiz und in anderen Ländern darauf hingewirkt, unbewirtschaftete Waldreservate auszuweisen, in denen natürliche Abläufe, weitgehend ohne Einfluss des Menschen, erforscht werden können. Er betrachtete Urwälder als Wegweiser für eine naturnahe Waldwirtschaft. Dabei hatte er auch den Naturschutz im Auge: Waldreservate sind auch deshalb von besonderem Interesse, weil sie seltenen und gefährdeten Arten einen Lebensraum bieten.
Am Ende des Zweiten Weltkriegs war Leibundgut Berater der UN-Organisation für Ernährung und Landwirtschaft (FAO) und der jugoslawischen Regierung, von 1965 bis 1969 Rektor der ETH Zürich und von 1946 bis 1979 Redaktor der Schweizerischen Zeitschrift für Forstwesen.
Leibundgut hat in seiner Zeit an der ETH Zürich insgesamt 47 Doktoranden betreut, von denen 18 entweder als Professoren oder in leitenden Funktionen an führenden Stellen von Forschung und Praxis seine Auffassungen von „naturnahem Waldbau“ weitergetragen haben, so beispielsweise der Kantonsförster von Basel-Landschaft, Reinhard Eichrodt, der spätere Professor in Mérida und Göttingen, Hans Lamprecht, oder Dušan Mlinšek, Professor in Ljubljana, der auch zeitweise IUFRO-Präsident war.

## Ehrungen
- 1966: Dr. h. c. der Ludwig-Maximilians-Universität München
- 1969: Wilhelm-Leopold-Pfeil-Preis der Alfred-Toepfer-Stiftung F.V.S. Hamburg
- 1972: Dr. h. c. der Universität für Bodenkultur Wien
- Ehrenburger der Burgergemeinde Sumiswald-Wasen

## Schriften
- Wald- und Wirtschaftsstudien im Lötschental. Dissertation. Bern 1938. Im Druck als Beiheft zu den Zeitschriften des Schweizerischen Forstvereins. Nr. 18.
- Aufbau und waldbauliche Bedeutung der wichtigsten natürlichen Waldgesellschaften in der Schweiz. Bern 1948. 2. Auflage: Bern 1951.
- Der Wald, eine Lebensgemeinschaft. Zürich 1951. 3. Auflage: Frauenfeld/Stuttgart 1983, ISBN 3-7193-0879-0.
- mit Karl Kreutzer: Untersuchungen über die Wurzelkonkurrenz. In: Mitteilungen der Schweizerischen Anstalt für das Forstliche Versuchswesen. Band 34, Heft 5. Zürich/Birmensdorf 1958.
- Die Waldpflege. Mit einer Neubearbeitung der Auslesedurchforstung als Erziehungsbetrieb höchster Wertleistung von Walter Schädelin. Bern 1966.
- (Hrsg.): Schutz unseres Lebensraumes. Symposium an der Eidgenössischen Technischen Hochschule in Zürich vom 10. – 12. November 1970. Ansprachen und Vorträge. München/Bern/Wien 1971, ISBN 3-405-11124-2.
- (Hrsg.): Landschaftsschutz und Umweltpflege. Fortbildungskurs der Abteilung für Forstwirtschaft an der ETH Zürich vom 5. – 9. November 1973. Frauenfeld/Stuttgart 1974, ISBN 3-7193-0467-1.
- Wirkungen des Waldes auf die Umwelt des Menschen. Reihe Wir und die Umwelt. Erlenbach/Stuttgart 1975, ISBN 3-7249-0461-4.
- Mitverfasser: Grundlagen zur Jungwaldpflege. Ergebnisse 20jähriger Untersuchungen über die Vorgänge der Ausscheidung, Umsetzung und Qualitätsentwicklung in jungen Eichenbeständen. In: Mitteilungen der Eidgenössischen Anstalt für das Forstliche Versuchswesen. Band 52, Heft 4. Birmensdorf/Zürich 1976.
- Die natürliche Waldverjüngung. Bern/Stuttgart 1981; 2. Auflage: 1984, ISBN 3-258-03415-X.
- Europäische Urwälder der Bergstufe. Dargestellt für Forstleute, Naturwissenschaftler und Freunde des Waldes. Bern/Stuttgart 1982, ISBN 3-258-03166-5.
- Die Aufforstung. Bern/Stuttgart 1982, ISBN 3-258-03179-7.
- Europäische Urwälder der Bergstufe dargestellt für Forstleute, Naturwissenschafter und Freunde des Waldes. 1982.
- Unsere Laubwälder. Natur – Zustand – Bewirtschaftung. Bern/Stuttgart 1988,  ISBN 3-258-03885-6.
- Waldbau im Privatwald. Anregungen und Hinweise zu erfolgreicher Waldpflege für den Waldbesitzer. Bern/Stuttgart 1989, ISBN 3-258-04082-6.
- Waldbau als Naturschutz. Bern/Stuttgart 1990, ISBN 3-258-04161-X.
- Der Wald als Erbe und Verpflichtung. Bern/Stuttgart 1991, ISBN 3-258-04281-0.
- Unsere Waldbäume. Eigenschaften und Leben. 2. Auflage. 1991.
- Unser Wald. Ein Beziehungs- und Wirkungsgefüge. 1991,
- Lebensgemeinschaft Wald. Erfahrungen eines Waldbauers für Förster, Waldbesitzer und Waldfreunde, Bern/Stuttgart/Wien 1992, ISBN 3-258-04584-4.
- Europäische Urwälder. Wegweiser zur naturnahen Waldwirtschaft. Bern/Stuttgart/Wien 1993, ISBN 3-258-04713-8.